# Кукута Депортиво
Кукута Депортиво (на испански: Cúcuta Deportivo) е колумбийски футболен отбор от Кукута, департамент Северен Сантандер. Основан е на 10 септември 1924 г. под името ФК Кукута. Най-големият му успех е шампионската титла на Колумбия от турнира Финалисасион през 2006 г.

## История
В края на 20-те години на 20 век голяма част от играчите на отбора съставляват основната част на сборния отбор на Северен Сантандер, който участва на Колумбийските олимпийски игри. По това време вместо бяло за цветове на титулярния екип са избрани червено и черно. През 1949 г. е взето решение отборът да се присъедени към професионалното първенство. За таци цел президентът на футболната лига предлага на президентите на няколко отбора да подкрепят усилията на Кукута, а предприемачът Елнандо Лара Ернандес купува 1700 акции на клуба, за да го подсили финансово. След няколко регионални баража, тимът печели правото да участва в Категория Примера А, като през първия си сезон през 1950 г. завършва на пето място от 16 отбора.
Скоро след това обаче тимът изпада във финансови затруднения. Положението успява да се позакрепи с приходите от турне в Централна Америка и мачове в Коста Рика, Салвадор и Гватемала. Две години по-късно, през 1954 г. положението се влошава и отборът напуска първенството. Завръща се през 1956 г. и веднага успява да финишира на престижното четвърто място. Десет години по-късно Кукута Депортиво изиграва най-силния си сезон до този момент и завършва на второто място само на една точка зад Мийонариос. Следват сравнително посредствени години, преди отборът да изпадне във втора дивизия през 1995 г. Още на следващата година обаче е спечелена титлата в Категория Примера Б и съответно промоция за елита. Веднага след това отборът отново изпада във втора дивизия. Следващия сезон финишира на второ място, но губи баража за влизане в Категория Примера А. Кукута Депортиво остава във втора дивизия до 2005 г., когато отново става шампион и влиза директно в първа дивизия. Във втората половина на 2006 г. Кукута Депортиво печели турнира Финалисасион и с това и първата си шампионска титла на Колумбия, след победа на финала срещу Депортес Толима с общ резултат 2:1. Следва добро представяне в турнира за Копа Либертадорес, където отборът завършва на второ място в групата си след бразилския Гремио и пред Депортес Толима и парагвайския Серо Портеньо, а в следващите кръгове отстранява мексиканския Депортиво Толука и уругвайския Насионал Монтевидео, преди да отпадне на побуфинала от аржентинския Бока Хуниорс. В края на 2013 г. Кукута Депортиво се оказва на предпоследно място в специалното тригодишно класиране за определяне на изпадащите отбори и трябва да играе бараж за оставане в елитната дивизия, в който губи с общ резултат 2:1 от Форталеса и съответно отново попада Категория Примера Б.

## Дерби
Най-голямото съперничество на отбора е с Атлетико Букараманга, тим от съседния департамент Сантандер. Дербито е известно като Класико дел ориенте коломбиано (Дербито на Източна Колумбия) или още като Класико дел Гран Сантандер. Първата среща между двата тима е през 1950 г. и завършва с победа с 1:0 за Кукута Депортиво. Към 13 октомври 2014 г. двата отбора имат общо 188 мача помежду си във всички турнири, като Кукута има 69 победи срещу 58 за Атлетико и 61 равенства.

## Играчи

### Известни бивши играчи
- Алфредо Аранго
- Арнолдо Игуаран
- Бибиано Сапираин
- Блас Перес
- Гилермо Ла Роса
- Еузебио Тахера
- Макнели Торес
- Робинсон Сапата
- Серхио Сантин
- Сесар Куето
- Уго Орасио Лондеро
- Фаустино Асприля
- Хосе Омар Вердун
- Хуан Оберг
- Хуан Рамон Верон
- Шуберт Гамбета

## Успехи
Национални
- Категория Примера А:
  - Шампион (1): 2006 Ф
  - Вицеампион (1): 1964
- Категория Примера Б:
  - Шампион (2): 1995/1996, 2005
  - Вицешампион (1): 1997

Международни
- Копа Либертадорес:
  - Полуфинал (1): 2007

## Рекорди
- Най-голяма победа: 8:1 срещу Атлетико Букараманга, 17 юни 1973 г.
- Най-голяма загуба: 9:0 срещу Америка де Кали, 29 август 1990 г.
- Най-много мачове: Хосе Омар Вердун – 323
- Най-много Голове: Хосе Омар Вердун – 169